# Netta Barzilai
Netta Barzilai (hebrejsko נטע ברזילי), poznana tudi le kot Netta, izraelska pevka, zmagovalka Pesmi Evrovizije 2018; *22. januar 1993, Hod Hašaron, Izrael.
Netta je predstavljala Izrael na Pesmi Evrovizije kot zmagovalka izraelske glasbene oddaje talentov, HaKokhav HaBa. 12. maja 2018 je v finalnem nastopu na izboru v Lizboni s svojo pesmijo Toy zasedla prvo mesto in tako prinesla Izraelu četrto evrovijsko zmago; Izrael je pred tem zmagal že v letih 1978, 1979 in 1998).

## Zgodnja mladost
Netta Barzilai se je rodila 22. januarja 1993 v izraelskem mestu Hod Hašaron. V otroštvu je štiri leta živela v Nigeriji, kjer je njen oče delal kot inženir. Srednjo šolo je obiskovala v Hod Hašaronu. Pred obveznim služenjem vojaškega roka je eno leto prostovoljno delovala v paravojaškem programu vojaških sil, imenovanem Nahal. Po služenju vojaškega roka je študirala elektronsko glasbo.

## Glasbena kariera
Septembra 2017 se je Netta udeležila avdicije za peto sezono glasbene oddaje HaKokhav HaBa, ki je hkrati izraelski nacionalni izbor za Pesem Evrovizije, ter se uvrstila naprej. Kot končna zmagovalka nacionalnega izbora je postala izraelska predstavnica Evrovizije. V finalni oddaji je zapela pesem, v katero je združila dve skladbi, Gangnam Style izvajalca Psyja in Tik Tok pevke Keshe.

## Diskografija

### Singli
| "Toy"                                                       | 2018 | 1 | 29 | 16 | 63 | 60 | 19 | —  | 16 | 5 | 34 | 49 | 1  | Non-album single |
| "Bassa Sababa"                                              | 2019 | 1 | —  | —  | —  | —  | —  | 23 | —  | — | —  | —  | 13 | Non-album single |
| "—" označuje, da se pesem ni uvrstila na omenjeno lestvico. |      |   |    |    |    |    |    |    |    |   |    |    |    |                  |